# Pseudagrion kaffinum
Pseudagrion kaffinum – gatunek ważki z rodziny łątkowatych (Coenagrionidae). Endemit Etiopii.